# Katedrala u Casablanki
Katedrala u Casablanki (arapski كاتدرائية القلب المقدس, franc. Sacré-Cœur de Casablanca), rimokatolička je crkva posvećena Presvetom Srcu Isusovu, koja se nalazi u Casablanki u Maroku. Izgrađena je 1930. godine, a nakon stjecanja nezavisnosti Maroka 1956., više se ne koristi u vjerske svrhe, nego je u njoj otvoren kulturni centar. Nalazi se u neposrednoj blizini prostranog Parka Arapske lige.
Crkvu je u neogotičkom i secesijskom stilu projektirao francuski arhitekt Paul Tournon.